# Reprezentacja Rwandy w piłce siatkowej mężczyzn
Reprezentacja Rwandy w piłce siatkowej mężczyzn to narodowa reprezentacja tego kraju, reprezentująca go na arenie międzynarodowej.
Reprezentacja ta wystąpiła osiem razy na Mistrzostwach Afryki i do tej pory nie zdobyła medalu.
Największym sukcesem tej reprezentacji było zdobycie 4 miejsca w 2005 roku.

## Występy naMistrzostwach Afryki
- 1967- nie startowała
- 1971- nie startowała
- 1976 - nie startowała
- 1979 - nie startowała
- 1983 - nie starowała
- 1987 - 7. miejsce
- 1989 - nie startowała
- 1991 - nie startowała
- 1993 - nie startowała
- 1995 - nie startowała
- 1997 - nie startowała
- 1999 - nie startowała
- 2001 - nie startowała
- 2003 - 8. miejsce
- 2005 - 4. miejsce
- 2007 - 6. miejsce
- 2009 - nie startowała
- 2011 - nie startowała
- 2013 - nie startowała
- 2015 - 6. miejsce
- 2017 - 6. miejsce
- 2019 - nie startowała
- 2021 - 6. miejsce
- 2023 - 6. miejsce

## Skład reprezentacji Rwandy naMistrzostwa Afryki 2023[1]
| Nr  | Imię i nazwisko          | Data narodzin i wiek | Wzrost | Pozycja      |
| --- | ------------------------ | -------------------- | ------ | ------------ |
| 1.  | Simon Rwigema            | 1.01.1996 (28 lat)   | 183 cm | Libero       |
| 3.  | Crispin Ntanteteri       | 1.01.2002 (22 lata)  | 187 cm | Rozgrywający |
| 5.  | Merci Gisubizo           | 23.12.2004 (19 lat)  | 200 cm | Przyjmujący  |
| 7.  | Ronald Muvara            | 1.01.1996 (28 lat)   | 202 cm | Środkowy     |
| 8.  | Samuel Niyonshima        | 29.05.1999 (24 lata) | 197 cm | Przyjmujący  |
| 9.  | Dusenge Wicklif (K)      | 19.06.1999 (24 lata) | 200 cm | Atakujący    |
| 10. | Ivan Nsabimana           | 22.03.1994 (29 lat)  | 191 cm | Rozgrywający |
| 11. | Prince Kanamugiré        | 1.01.1997 (27 lat)   | 200 cm | Środkowy     |
| 12. | Eric Kwizera             | 1.01.1999 (25 lat)   | 193 cm | Przyjmujący  |
| 13. | Dieu-Est-Là Ndahayo      | 22.02.2001 (23 lata) | 203 cm | Przyjmujący  |
| 14. | Madison Placide Sibomana | 1.01.1992 (32 lata)  | 200 cm | Środkowy     |
| 15. | Venuste Gatsinzi         | 1.01.1998 (26 lat)   | 204 cm | Atakujący    |
| 16. | Allain Irakozé           | 1.01.1994 (30 lat)   | 178 cm | Libero       |
| 18. | Emmy Twagirayezu         | 1.01.1995 (29 lat)   | 200 cm | Środkowy     |